# Controllo di gestione
Il controllo di gestione o direzionale, all'interno di un'azienda, è il meccanismo operativo volto a guidare la gestione verso il conseguimento degli obiettivi stabiliti in sede di pianificazione operativa, rilevando, attraverso la misurazione di appositi indicatori, lo scostamento tra obiettivi pianificati e risultati conseguiti e informando di tali scostamenti gli organi responsabili, affinché possano decidere e attuare le opportune azioni correttive.
L'implementazione di un efficace sistema di controllo di gestione nelle microimprese italiane risulta spesso complessa a causa della struttura organizzativa ridotta e della limitata disponibilità di risorse interne dedicate all’analisi dei dati gestionali. In molti casi, l’imprenditore si affida esclusivamente al consulente fiscale (commercialista, tributarista, esperto contabile o ragioniere) per l’elaborazione e l’interpretazione dei dati economico-finanziari, utilizzando informazioni prevalentemente orientate agli obblighi fiscali piuttosto che a scopi strategici e gestionali.
Questa dipendenza dai professionisti esterni comporta un ritardo nella disponibilità dei dati utili al processo decisionale e una scarsa integrazione di strumenti specifici per il monitoraggio delle performance aziendali in tempo reale. Per colmare questo divario, stanno emergendo soluzioni software e servizi innovativi che automatizzano la raccolta, l’analisi e la rappresentazione dei dati economico-finanziari, rendendo il controllo di gestione più accessibile anche alle microimprese. Tali strumenti consentono di superare la tradizionale distinzione tra gestione operativa e consulenza fiscale, offrendo agli imprenditori maggiore autonomia nel monitoraggio dei principali indicatori di performance (KPI) e nella pianificazione finanziaria.

## Descrizione
Introdotto in un primo tempo nelle imprese, il controllo di gestione si sta ora estendendo anche alle pubbliche amministrazioni, dove, secondo la filosofia del new public management, sta sostituendo i tradizionali controlli formali di legalità.
Scopo del controllo di gestione non è quello di sanzionare i comportamenti difformi dalle regole (come si potrebbe erroneamente intendere basandosi sull'accezione prevalente che il termine "controllo" ha in italiano) quanto, piuttosto, quello di aiutare il personale ad indirizzare il proprio comportamento verso il conseguimento degli obiettivi aziendali (significato, questo, che trova riscontro in una delle accezioni del termine inglese "control"); proprio in quest'ottica il sistema di controllo di gestione dovrebbe essere interrelato con il sistema di valutazione del personale e, quindi, con il sistema incentivante.
Il sistema di controllo di gestione è strettamente connesso al sistema di pianificazione aziendale, tanto che di solito, sia in ambito teorico che nella pratica aziendale, si parla di "sistema di pianificazione e controllo".
Dal punto di vista organizzativo, il sistema di controllo di gestione è normalmente progettato e gestito da un organo posto in staff al vertice aziendale (o al vertice di una divisione aziendale); la persona preposta a questo organo viene a volte qualificata come controller, con un termine importato dalla pratica aziendale statunitense.

## Fasi del processo
Il processo di controllo di gestione si svolge generalmente secondo un ciclo periodico, normalmente annuale, articolato nelle seguenti fasi:
1. controllo antecedente;
2. controllo concomitante;
3. controllo susseguente.

### Controllo antecedente obudgeting
Il controllo antecedente o budgeting si interfaccia con il sistema di pianificazione e si sostanzia nella predisposizione del budget. Attraverso questo strumento gli obiettivi operativi:
- vengono resi misurabili, con la definizione di indicatori e di un target (o traguardo), ossia di un valore che l'indicatore deve assumere per poter dire che l'obiettivo è stato conseguito;
- vengono corredati della previsione delle risorse (umane, finanziarie ecc.) necessarie al loro conseguimento, misurate in termini monetari e, precisamente, in termini di costo;
- vengono assegnati, unitamente alle risorse, agli organi aziendali responsabili del loro conseguimento, che prendono il nome di centri di responsabilità.

Gli indicatori possono essere:
- di efficacia, quando sono esprimibili come rapporto tra un risultato raggiunto e un obiettivo prestabilito;
- di efficienza, quando sono esprimibili come rapporto tra un risultato raggiunto e le risorse impiegate per raggiungerlo, espresse in termini di costo (quando le risorse sono espresse in termini di quantità materiale si hanno invece indicatori di produttività, di solito considerati non appropriati per il controllo di gestione).

Spesso gli elementi del budget sono stabiliti di comune accordo tra il manager preposto al centro di responsabilità e il vertice aziendale (o il suo manager superiore), secondo la logica del management by objectives (MbO). In questo modo il budget diviene una sorta di contratto tra il manager preposto al centro di responsabilità e l'azienda, in base al quale il primo s'impegna a raggiungere gli obiettivi pianificati e la seconda a mettergli a disposizione le risorse indicate nel budget.

### Controllo concomitante
Il controllo concomitante si svolge parallelamente alla gestione e consiste:
1. nella misurazione periodica degli indicatori, attraverso la rilevazione dei costi (diretti ed indiretti, per definire il cosiddetto costo pieno) e dei risultati;
2. nella trasmissione delle informazioni così raccolte ai centri di responsabilità e al vertice aziendale (o ai superiori del preposto al centro di responsabilità);
3. nella decisione, da parte dei destinatari delle predette informazioni, di azioni correttive volte a colmare il gap tra risultati attesi e risultati effettivi;
4. nell'attuazione di tali decisioni.

### Controllo susseguente
Il controllo susseguente chiude il ciclo di controllo di gestione e si sostanzia nella comunicazione ai centri di responsabilità e al vertice aziendale (o al superiore del preposto al centro di responsabilità) delle informazioni sulla misurazione finale degli indicatori, con lo scopo di:
- supportare il successivo ciclo di budgeting;
- fornire elementi per la valutazione del manager preposto al centro di responsabilità, quando il sistema di valutazione del personale è integrato con il sistema di controllo di gestione, come suggerisce la già ricordata metodologia del management by objectives.

### Reporting
Tanto il controllo concomitante quanto quello susseguente si sostanziano nel reporting, ossia nella trasmissione ai centri di responsabilità e al vertice aziendale (o ai superiori dei preposti ai centri di responsabilità) di sintesi informative (i report) da parte dell'organo di controllo di gestione. È pertanto necessario progettare attentamente il sistema di reporting in modo da far pervenire l'informazione giusta, alle persone giuste, nel momento giusto.
Le informazioni contenute nei report possono essere comunicate in forma orale (immediata, ma poco pratica) o scritta. Nel secondo caso possono essere presentate in forma discorsiva (meno immediata, ma più fedele all'interpretazione dell'autore), tabellare (dettagliata, ma lascia al lettore l'onere di interpretare i dati) o grafica (più immediata, ma meno dettagliata e specifica).

## Centri di responsabilità
I centri di responsabilità possono essere:
- centri di costo, se la loro missione consiste nel minimizzare un costo. I centri di costo si distinguono ulteriormente in:
  - centri di costo standard, allorché sia possibile rapportare il costo al volume di output (ad esempio determinando un costo unitario) e stabilire un costo standard al quale tale rapporto deve tendere;
  - centri di costo discrezionale o centri di spesa, allorché, non potendosi stabilire un costo standard, si stabilisce un massimale di spesa e si dà al centro la missione di massimizzare il suo output rispettando tale massimale;
- centri di ricavo, se la loro missione consiste nel massimizzare un ricavo;
- centri di profitto, se la loro missione consiste nel massimizzare un profitto, differenza tra un ricavo e un costo;
- centri di investimento, se la loro missione consiste nel massimizzare il rapporto tra un profitto e il capitale investito per conseguirlo.

Ovviamente un centro di responsabilità può essere responsabilizzato per un ricavo, un costo, un profitto o un rendimento del capitale investito in tanto in quanto disponga delle "leve" per controllare i fattori che lo determinano. In particolare, i centri di costo e ricavo sono tipicamente direzioni di funzione, mentre i centri di profitto e d'investimento sono tipicamente direzioni di divisione (nel caso dei centri d'investimento, dotate di elevata autonomia e, spesso, di propria soggettività giuridica).

## Relazione ed interazione con altri sistemi di controllo e gestione
Si è già visto che il sistema di controllo di gestione è solitamente connesso con il sistema di pianificazione e che, per conseguire i suoi scopi, dovrebbe essere interrelato con il sistema di valutazione del personale e, quindi, con il sistema incentivante. È inoltre interrelato:
- con il sistema di contabilità analitica che permette di ripartire i costi aziendali tra i singoli centri di responsabilità e i singoli obiettivi aziendali;
- con il sistema informativo che permette di raccogliere, archiviare e trattare i dati relativi a costi e indicatori e distribuire le relative informazioni ai soggetti utilizzatori. Nell'ambito dei sistemi informativi aziendali particolarmente utili ai fini del controllo di gestione sono i sistemi di reportistica.